# Emilín
Emilio García Martínez (San Román de Candamo, Asturias, España, 12 de octubre de 1912-Oviedo, Asturias, España, 30 de marzo de 1977), conocido como Emilín, fue un futbolista español que jugaba como delantero. Desarrolló la mayor parte de su carrera futbolística en el Real Oviedo de la Primera División de España durante los años 1930 y Años 1940.

## Trayectoria
Perteneció a la disciplina del Real Oviedo desde 1928, cuando contaba con diecisiete años. Aunque ya jugó algunos partidos con el primer equipo en 1930 no fue hasta la temporada 1933-34, primera del club ovetense en Primera División, cuando se hizo con la titularidad. En aquellas primeras temporadas del Real Oviedo en Primera División formó junto con Casuco, Gallart, Lángara y Herrerita la Segunda Delantera Eléctrica, que consiguió marcar 174 goles en 62 partidos. Tras la Guerra Civil, el Real Oviedo fue eximido de competir durante la temporada 1939-40 por los destrozos sufridos en su estadio y la ciudad durante la contienda, por lo que, junto a Herrerita, fue cedido al F. C. Barcelona.
Volvió al Real Oviedo en la temporada 1940-41, formando esta vez con Antón, Goyín, Echevarría y Herrerita la llamada Tercera Delantera Eléctrica. Jugó un total 277 partidos con el equipo ovetense, 227 de ellos en Primera División, en los que consiguió 64 goles, cifra que lo convierte en el sexto mayor goleador del Oviedo en toda su historia. Dejó el club al finalizar la temporada 1948-49 y terminó su etapa como futbolista en el Real Gijón en la campaña 1950-51.

## Selección nacional
Fue dos veces internacional con España.

## Clubes
| Club            | País   | Año       |
| --------------- | ------ | --------- |
| Real Oviedo     | España | 1928-1936 |
| F. C. Barcelona | España | 1939-1940 |
| Real Oviedo     | España | 1940-1949 |
| Real Gijón      | España | 1949-1951 |